# アウト・オブ・サイト
『アウト・オブ・サイト』（Out of Sight ）は、1998年製作のアメリカ映画。エルモア・レナードの小説の映画化作品。ストックホルム症候群を主題としている。全米映画批評家協会賞にて作品賞と監督賞を受賞した。

## ストーリー
銃を持たずに銀行を襲うプロの銀行強盗ジャック・フォーリーは逃走用の車の故障で運悪くフロリダの刑務所に収監される。服役中のジャックは相棒のバディと脱獄計画を企て脱獄するのだが、脱獄中に連邦保安官のカレン・シスコに見つかってしまう。ジャックはカレンにショットガンを向けられるが、背後からバディがカレンに忍び寄りその存在に気付いたカレンが背後に気を取られる。ジャックはその一瞬の隙にカレンを取り押さえ、ショットガンを取り上げる。バディはカレンを強引に担ぎ上げ、咄嗟にカレンがショットガンを取り出すのに開けっ放しにしたままのカレンの車のトランクに入れる。ジャックもカレンが抵抗できないように自身もトランクに身を投じる。バディはカレンの車でジャックとカレンをトランクに入れたまま逃走するはめになってしまう。逃走中トランクで二人きりになったジャックとカレンは、やがてお互いを意識し始める。

## 登場人物
ジャック・フォーリー
演 - ジョージ・クルーニー
銀行強盗。武器を使わない頭脳派。18歳で犯罪者になった。生涯を通じて200以上の銀行を襲った。
カレン・シスコ
演 - ジェニファー・ロペス
連邦保安官。職業上、法律に詳しい。
バディ・ブラッグ
演 - ヴィング・レイムス
ジャックの相棒。姉がおり、クリスチャンでテレビ伝道師の帳簿係。バティという名前は偽名でジャックがつけた。
モーリス・“スヌーピー”・ミラー
演 - ドン・チードル
ジャックの元刑務所仲間。八百長ボクサー。
チノ
演 - ルイス・ガスマン
ジャックの囚人仲間。
アデル・デリーシ
演 - キャサリン・キーナー
ジャックの元妻。現在でもジャックと交流がある。
グレン・マイケルズ
演 - スティーヴ・ザーン
ジャックの仲間。
リチャード・リプリー
演 - アルバート・ブルックス
金融界の大物。破滅させられた連中からは「切り裂きリプリー」と呼ばれている。
ヒジュラ・ヘンリー
演 - サミュエル・L・ジャクソン
脱獄の常習犯。
ジョン・グインドン
演 - ジム・ロビンソン
ジャックが強盗をした銀行の副支店長。
パップ
演 - スコット・アレン
看守。
チノ
演 - ルイス・ガスマン
囚人。
ルル
演 - ポール・ソイロー
囚人。
マーシャル・シスコ
演 - デニス・ファリーナ
カレンの父親。娘に銃をプレゼントした。

## キャスト
| 役名                             | 俳優                       | 日本語吹替 | 日本語吹替                     |
| 役名                             | 俳優                       | ソフト版   | 日本テレビ版                   |
| -------------------------------- | -------------------------- | ---------- | ------------------------------ |
| ジャック・フォーリー             | ジョージ・クルーニー       | 小山力也   | 小山力也                       |
| カレン・シスコ                   | ジェニファー・ロペス       | 小宮和枝   | 深見梨加                       |
| バディ・ブラッグ                 | ヴィング・レイムス         | 手塚秀彰   | 立木文彦                       |
| モーリス・“スヌーピー”・ミラー   | ドン・チードル             | 山路和弘   | 堀内賢雄                       |
| マーシャル・シスコ               | デニス・ファリーナ         | 有本欽隆   | 堀勝之祐                       |
| リチャード・リプリー             | アルバート・ブルックス     | 秋元羊介   | 玄田哲章                       |
| アデル・デリーシ                 | キャサリン・キーナー       | 野沢由香里 | 五十嵐麗                       |
| グレン・マイケルズ               | スティーヴ・ザーン         | 檀臣幸     | 中村大樹                       |
| チノ                             | ルイス・ガスマン           | 島田敏     | 茶風林                         |
| ルル                             | ポール・ソイロー           | 檀臣幸     | 家中宏                         |
| ケネス                           | イザイア・ワシントン       | 相沢正輝   | 中村秀利                       |
| ハイミー                         | ジェームズ・ブラック       | 松本大     | 宗矢樹頼                       |
| ダニエル・バードン               | ウェンデル・B・ハリス・Jr. | 廣田行生   | 石塚運昇                       |
| ホワイトボーイ・ボブ             | キース・ロネカー           | 天田益男   | 塩屋浩三                       |
| レイモンド・クルツ               | ポール・カルデロン         | 中博史     | 家中宏                         |
| モーゼル・ミラー                 | ヴィオラ・デイヴィス       |            | 喜田あゆ美                     |
| パップ看守                       | スコット・アレン           | 天田益男   | 岡田吉弘                       |
| アンディー                       | ジョー・クレスト           | 平田広明   | 宗矢樹頼                       |
| フィリップ                       | ウェイン・ペレ             | 廣田行生   | 楠大典                         |
| ミッジ                           | ナンシー・アレン           | 小野美幸   | 吉田美保                       |
| ロンポク連邦刑務所の図書館の看守 | チャック・キャッスルベリー | 大黒和広   | 家中宏                         |
| ハーン（リプリーの会社の職員）   | マーク・ブラウン           | 島田敏     | 宗矢樹頼                       |
| ジョン・グインドン副支店長       | ジム・ロビンソン           | 廣田行生   | 藤本譲                         |
| 銀行の顧客                       | マイク・マローン           | 有本欽隆   | 家中宏                         |
| リプリーの会社の警備員           | ジョー・ヘス               | 遠藤純一   | 藤本譲                         |
| エレベーターの老人               | フィリップ・パールマン     | 中博史     | 藤本譲                         |
| 執行官                           |                            | 中博史     | 藤本譲                         |
| カメオ出演                       |                            |            |                                |
| レイ・ニコレット                 | マイケル・キートン         | 平田広明   | 楠大典                         |
| ヒジュラ・ヘンリー               | サミュエル・L・ジャクソン  | 松本大     | 石塚運昇                       |
|                                  |                            |            |                                |
| 演出                             | 演出                       | 蕨南勝之   | 小山悟                         |
| 翻訳                             | 翻訳                       | 桜井裕子   | たかしまちせこ                 |
| 調整                             | 調整                       |            | 伊藤恭介                       |
| 効果                             | 効果                       |            | リレーション                   |
| 制作                             | 制作                       | 東北新社   | ケイエスエス                   |
|                                  | 初回放送                   |            | 2002年5月17日 金曜ロードショー |

## サウンドトラック
主題歌や挿入歌を収録したサントラは、MCAレコード（日本はユニバーサルビクター）から発売された。

### 収録曲
1. イッツ・ユア・シング（It's your thing）／アイズレー・ブラザーズ
2. アイ・シンク・ユー・フラッディド・イット（I think You Flooded it）
3. ウォーターメロン・マン（Watermelon Man）／モンゴ・サンタマリア
ハービー・ハンコックの楽曲のカヴァー。
4. 脱獄（Jailbreak）
5. エイント・ザット・ア・キック・イン・ザ・ヘッド（Ain't that a Kick in the Head）／ディーン・マーティン
6. トランク・シーン（Trunk Scene）
7. フォーリー パート2（Foley Pt.2）
8. リップ・リップ（Rip Rip）
9. スパニッシュ・グリース（Spanish Grease）／ウィリー・ポポ
10. ファイト・ザ・パワー (Part2)（Fight the Power, Pt.2）／アイズレー・ブラザーズ
11. タブ・シーン（Tub Scene）
12. ワン・ノート・サンバ（One Note Samba）／ワルター・ワンダレイ
13. リプリー邸へのドライブ（Drive to Ripley's）
14. ビッチ・アウト（Bitch Out）
15. 「タイム」の終り（No More Time Outs）

## 評価
レビュー・アグリゲーターのRotten Tomatoesでは99件のレビューで支持率は94%、平均点は7.90/10となった。Metacriticでは30件のレビューを基に加重平均値が85/100となった。